# Nuno Mendes
Nuno Alexandre Tavares Mendes, född 19 juni 2002, är en portugisisk fotbollsspelare som spelar för Paris Saint-Germain i Ligue 1.

## Klubbkarriär
Mendes debuterade för Sporting Lissabon i Primeira Liga den 12 juni 2020 i en 1–0-vinst över Paços de Ferreira, där han blev inbytt i den 72:a minuten mot Marcos Acuña. I december 2020 förlängde han sitt kontrakt i Sporting Lissabon fram till 2025.
Den 31 augusti 2021 lånades Mendes ut till Paris Saint-Germain över säsongen, med option för en permanent deal. Mendes debuterade i Ligue 1 den 11 september 2021 i en 4-0-vinst över Clermont, där han blev inbytt i den 85:e minuten mot Julian Draxler. Den 31 maj 2022 valde PSG att utnyttja en köpoption i låneavtalet och Mendes skrev på ett fyraårskontrakt med klubben.

## Landslagskarriär
Mendes debuterade för Portugals landslag den 24 mars 2021 i en 1–0-vinst över Azerbajdzjan.